# 丹羽宇一郎
丹羽 宇一郎（にわ ういちろう、1939年（昭和14年）1月29日 - ）は、日本の実業家。伊藤忠商事会長。日本郵政取締役。滋賀大学名誉博士。
特定非営利活動法人国際連合世界食糧計画WFP協会会長。元中華人民共和国駐箚特命全権大使。早稲田大学特命教授。日中友好協会会長。グローバルビジネス学会会長。東京理科大学大学院経営学研究科技術経営専攻上席特任教授。
愛知県名古屋市出身。名古屋大学法学部卒業。

## 経歴

### 幼少期から学生時代
1939年（昭和14年）、愛知県名古屋市生まれ。愛知県立惟信高等学校卒業。名古屋大学に進学し、大学在学中には自治会会長を務め、1962年（昭和37年）3月、同学法学部を卒業。その後、2010年（平成22年）3月8日に滋賀大学より名誉博士が授与された。

### 伊藤忠商事
大学卒業後の1962年（昭和37年）4月、伊藤忠商事に入社。油脂部に配属。1968年（昭和43年）から1977年（昭和52年）までニューヨーク駐在。
1998年（平成10年）には代表取締役社長に就任し「20世紀に起きたことは20世紀のうちに片付ける」と宣言、バブル期に膨らんだ不良債権を一気に処理しながら大リストラを断行、成長性が見込めない部門や赤字の関連会社の整理などを猛スピードで進め、多額の負債を抱えていた業績を2001年（平成13年）3月期決算では過去最高の705億円の黒字を計上するまでに回復させた。
2004年（平成16年）から取締役会長となり、2010年（平成22年）4月1日より取締役相談役に転じた。2009年度から義務付けられた役員報酬開示制度で、役員報酬が1億1500万円であることが公表された。

### 伊藤忠退職後
2012年（平成24年）に伊藤忠商事の取締役を退任し、同年12月に早稲田大学特命教授と伊藤忠商事名誉理事に就任。
2013年（平成25年）1月7日、合同会社丹羽連絡事務所の代表社員となる。また2015年（平成27年）6月に日中友好協会会長、同年7月にグローバルビジネス学会会長に就任。
2019年（平成31年）4月、大和市の健康都市大学客員教授に就任。
2024年（令和6年）6月に日中友好協会会長を退任し、名誉会長に就任。

### 社会的活動・発言
2006年（平成18年）から2008年（平成20年）まで内閣府経済財政諮問会議議員、2007年（平成19年）4月1日から内閣府地方分権改革推進委員会委員長を務めた。また2008年（平成20年）には日本・トルコ協会会長に就任し、2010年（平成22年）に同協会の特別顧問に就任。
日本共産党の機関紙「しんぶん赤旗」は2007年（平成19年）、同年1月18日に開催された第1回経済財政諮問会議で丹羽が日本にホワイトカラーエグゼンプションの制度が未整備であることの弊害を指摘したことを報じ、「年収900万円以上に到達しない若手社員に対して長時間労働や残業代削減を強いようとしている」と、名指しで批判した。しかし、丹羽は同会議で「最低賃金の引き上げによる格差是正」や「セーフティーネットの整備」も提言していた。
2017年9月7日の朝日新聞で、「安倍晋三首相と会談する時、習氏はにこりともしないとメディアは騒ぎます。こっちもしかめっつらしているからでしょう。相手は、自らを映す鏡です」 と発言している。ただ、2014年11月10日に約2年半ぶりに行われた日中首脳会談では、安倍首相はにこやかに語りかけている。

## 中国大使として
それまで伊藤忠商事取締役を務めていた丹羽は、2010年（平成22年）6月17日付で中華人民共和国駐箚特命全権大使に就任した。民間出身者として中国大使に就任するのは丹羽が初めてだった。伊藤忠商事取締役については、大使就任前日の同年6月16日をもって退任している。
菅直人内閣において、中国政府とのパイプを持つ財界人として、初の民間出身駐中国大使として起用された丹羽だったが、東京都の尖閣諸島購入計画について「日中関係に極めて深刻な危機をもたらす」と発言し、自由民主党は「日本の国益を損なう」として、2012年（平成24年）6月に更迭を要求している。
丹羽の外交姿勢について、すでに経済規模で日本を上回るようになった中国に対するODA（政府開発援助）を「日中関係改善のため続けるべきだ」とする言動などについて、対中ビジネスを重視してきた伊藤忠商事の社長経験者であることに関連づけた批判がある。
青木直人は、「丹羽と中国の関係については伊藤忠商事時代からのものであり、丹羽らが複数の中国政府要人に多額の献金を行なっていた事実がある。事実上、これは日本からのODAによる事業を受注するための賄賂である」とされ、とりわけ丹羽が元首相・李鵬の子息に対して行った数十億円規模の献金については大阪国税局の摘発を受けていたと指摘している。

### 大使としての言動
2010年（平成22年）9月7日に発生した尖閣諸島中国漁船衝突事件では、中国政府に早朝に呼び出された上、事件後にフジタの社員4人が中国政府に拘束された問題につき、中国外務省側に会談を申し入れたが拒否された。
12月18日、政府・与党内にて対中政府開発援助（ODA）に厳しい声が上がっている中、丹羽は中国への政府開発援助を増額するよう外務省本省に意見具申し、ODA強化による環境ビジネスや人材交流の促進が、中国に進出する日本企業の利益や日本の国益につながるとの見解を示した。

### 中国総領事館移転問題
2011年（平成23年）、日本が北京市に新築した日本大使館に対し、中国当局が「設計時には無かった吹き抜けがある」として使用を許可しないという事態が半年に及んでいた。この件で丹羽は中国当局より、北京の日本大使館の使用を許可する代わりに、中国が新潟市と名古屋市に総領事館用の土地を取得することを認めるように要求された。
丹羽は2012年1月19日に、「日本国内の中国総領事館移転に際し、国際法及び国内法に則った上で対処する」と、事実上は新潟市と名古屋市の広大な土地を中国政府が取得できるよう便宜を図ることを示唆する口上書を中国側に渡したことを発表、そしてその2日後には中国当局による北京・日本大使館の建築確認が与えられた。国会・予算委員会で外務大臣・玄葉光一郎は、北京に新築された日本大使館の問題と中国が日本国内で大規模な中国領事館を所有することの問題とはそれぞれ別問題であるとしながらも、中国に対して「中国側の要請に関連の国際法に従い、中国国内法令の範囲内で協力する」旨の口上書を渡していたことを認めた。
国会でこの件を質問した自由民主党衆議院議員・小野寺五典は、「日本政府が中国に尻尾をつかまれて、どう考えても常識外の広大な土地を中国の領事業務に差し出すことへの協力を約束してしまった」としている。櫻井よしこはこの一件について、民間企業の土地事案であるものの問題があり、丹羽や玄葉・外務省の外交姿勢に発端があると非難した。

### 地方出張ゼロ問題
丹羽氏は、着任以降5回の一時帰国時に、一度も地方出張をしていないことが判明した。外務省は外交青書において、「大使が一時帰国する際には積極的に地方自治体を訪問する」などと指示している。このことについて問われた玄葉光一郎外相は「残念な思いがする」と述べている。

### 東京都による尖閣諸島購入計画への発言
東京都は2012年、日本と中国と台湾が領有権を主張する沖縄県石垣市の尖閣諸島をそれまでの土地所有者から独自に購入する計画を発表したが、丹羽はこれに対して反対を表明する言動をしていることが明らかとなった。
最初に明らかになったのは英紙『フィナンシャル・タイムズ』によるインタビューで、丹羽は東京都知事・石原慎太郎が表明した尖閣諸島の購入計画について、「実行されれば日中関係に重大な危機をもたらすことになる」として、日本政府関係者として初めて反対を明言した。この発言に対し、石原は「知らない。言わせておけばいい」と不快感を示し、官房長官・藤村修は「領土問題など存在しない」とする日本政府の立場から「政府の立場を表明したものでは全くない」と弁明した。
また、関連して、同年5月4日に衆議院議長・横路孝弘と中国国家副主席・習近平国家副主席との会談に同席した丹羽が、「日本の国民感情はおかしい、日本は変わった国なんですよ」と、東京都の計画に賛意を示す日本人の行動を批判していたことも判明している。
これら一連の事態について外務大臣・玄葉光一郎は丹羽が日本政府に陳謝していることを明らかにすると同時に、丹羽に対しては特段の処分は行わないとした。一方、自由民主党の外交部会は2012年（平成24年）6月8日、丹羽の更迭を要求する方針を決定した。

### 丹羽大使襲撃事件
2012年8月27日の午後4時（現地時間）ごろ、丹羽大使が乗った公用車が北京市内の循環道路を走行中、中国人が乗っているとみられる2台以上の車が行く手を遮り、1台の車から降りた男が公用車の前についていた日本の国旗を奪って逃走した。大使や同乗していた大使館の職員にけがはなかった。尖閣諸島国有化問題をめぐる2012年の中国における反日活動が加熱しており、今回の襲撃も抗議行動の一つとみられる。

### 「日本はオチンチン丸出しの笑いもの」
2012年10月20日、丹羽は一時帰国した日本において母校の名古屋大学で講演し、尖閣諸島を巡る日中関係の現状について、「40年間の努力が、水の泡となる」と述べ、危機感を示した。それに続き2012年11月、在北京日本人記者クラブが主催して開かれた送別会で、「日中関係の局面は、 ここ最近で大きく変わった。これ以上中国と関係が悪くなったら、40年前の国交正常化前に戻ってしまう。」「いまどき『領土問題がない』なんて言ったら、世界中の笑いものだよ。」「外国から見れば、日本がオチンチン丸出しで騒いでいるようなものなんだよ。」などと発言していたと報じられた。

### 中国海軍レーダー照射「騒ぎすぎ」
2013年2月19日、中国海軍による海上自衛艦へのレーダー照射問題について触れ、「首相や防衛相への報告が遅れても許されるような事だ。メディアも大騒ぎするな」と発言した。また、「日本に帰国して驚いたのは皆さんが勇気ある発言をしない。思っていることを言わない空気を感じた」と指摘。「中国は自然の空気は悪い。日本はもっとたちの悪い空気だ。どっちが本当に国民が幸せなのか」とも発言した。

## テレビ出演
- 日経スペシャル カンブリア宮殿 「ニッポンの人と技術を育てろ！」（2008年3月3日、テレビ東京）- 伊藤忠商事 会長として出演[33]。

## 著書
- 『人は仕事で磨かれる』（文藝春秋、2005 のち文庫）
- 『汗出せ、知恵出せ、もっと働け! 講演録ベストセレクション』文藝春秋 2007。改題『成功の秘訣は-頭より心ド根性だ!』文春文庫、2009。
- 『金融無極化時代を乗り切れ!』文藝春秋 2009 のち文庫。
- 『若者のための仕事論 負けてたまるか!』2010 朝日新書
- 『新・ニッポン開国論 今こそ、ナンバーワンを目指そう』日経BP社 2010
- 『北京烈日 中国で考えた国家ビジョン2050』文藝春秋 2013。改題『中国で考えた2050年の日本と中国 北京烈日 決定版』〈文春文庫〉、2016。
- 『リーダーのための仕事論 負けてたまるか!』2013 (朝日新書
- 『中国の大問題』2014 PHP新書
- 『人を育てよ 日本を救う、唯一の処方箋』2015 (朝日新書
- 『危機を突破する力 これからの日本人のための知恵』2015 角川新書
- 『人類と地球の大問題 真の安全保障を考える』PHP研究所〈PHP新書〉、2016。
- 『心 クリーン・オネスト・ビューティフル』毎日新聞出版、2016/7。
- 『習近平はいったい何を考えているのか 新・中国の大問題』PHP研究所〈PHP新書〉、2016/10。
- 『死ぬほど読書』幻冬舎〈幻冬舎新書〉、2017。
- 『丹羽宇一郎　戦争の大問題 それでも戦争を選ぶのか。』東洋経済新報社、2017。
- 『日本の未来の大問題 少子高齢化、ロボット社会は恐れるに足らず』PHP研究所、2018。
- 『丹羽宇一郎　習近平の大問題 不毛な議論は終わった。』東洋経済新報社、2018。
- 『仕事と心の流儀』講談社〈講談社現代新書〉、2019。
- 『日本をどのような国にするか 地球と世界の大問題 』岩波書店〈岩波新書〉、2019。
- 『人間の本性』幻冬舎〈幻冬舎新書〉、2019。
- 『社長って何だ！』講談社〈講談社現代新書〉、2019/12。
- 『死ぬまで、努力 いくつになっても「伸びしろ」はある』NHK出版〈NHK出版新書　611　613〉、2020/2。
- 『丹羽宇一郎　令和日本の大問題 現実を見よ！危機感を持て！』東洋経済新報社、2020/4。
  - 加筆・改題書『社長が席を譲りなさい』日経BP 日本経済新聞出版本部〈日経ビジネス人文庫　B にー15-1〉、2021/6。
- 『部長って何だ！』講談社〈講談社現代新書〉、2020。
- 『人間の器』幻冬舎〈幻冬舎新書〉、2021/3。
- 『会社がなくなる！』講談社〈講談社現代新書〉、2021/9。
- 編著・清沢洌『現代語訳　暗黒日記 昭和十七年十二月〜昭和二十年五月』東洋経済新報社、2021/12。

### 共著
- 『まずは社長がやめなさい』伊丹敬之共著 四谷ラウンド 2001 のち文春文庫
- 『会社は誰のために』御手洗冨士夫と共著（文藝春秋、2006
- 『考える力をつくるノート 強く生きるヒント9 すぐに実行できるのに誰も教えてくれなかった』茂木健一郎,箭内道彦,細谷功,内田和成,築山節,藤巻幸夫,小山龍介,香山リカ共著 講談社 2010
- 王泰平ほか『日中関係の未来を共創する　両国元外交官・大学生の提言』かもがわ出版 、2016/4。
- 保阪正康『負けてたまるか！　日本人　私たちは歴史から何を学ぶか 』朝日新聞出版（新書763）、2020。
- 藤井聡太『考えて、考えて、考える』講談社、2021。

### 翻訳
- ポール・サーノフ『シルバー・ウォー 実録「ハント銀投機事件」』日本経済新聞社 1981